# Jordyn Wieber
Jordyn Marie Wieber (nascuda el 12 de juliol de 1995) és una gimnasta artística estatunidenca retirada que va ser membre de l'equip femení de gimnàstica guanyador de medalles d'or als Estats Units al Campionat Mundial de 2011 i els Jocs Olímpics del 2012. Ella també era campiona femenina all-around del món 2011. Es va interpretar a ella mateixa en la pel·lícula de Disney Channel Full Out.

## Biografia
Wiber va néixer al juliol de 1995 a DeWitt, Michigan, EUA. És filla de Rita i David Wieber i té tres germans.
Wieber va començar a practicar gimnàstica als tres anys. Més tard va ser seleccionada per al programa Silvertars. Amb deu anys es va classificar al programa olímpic Junior. En 2006 es va classificar per formar part de l'equip nacional.

## Carrera Junior
Al febrer de 2009 va competir en la American Cup celebrada a Chicago. Va guanyar la competició general individual amb una puntuació de 60.200. A l'agost d'aquest mateix any va sofrir una lesió que li va impedir participar en la Visa Championships.
A l'abril de 2010 va competir al Pacific Rim Gymnastics Championships a Melbourne, on va guanyar el concurs individual complet amb una puntuació de 59.550 i va ajudar l'equip nacional a aconseguir la medalla d'or en el circuit complet per equips. Al juliol va competir en el Covergil Classic en Chicago on va guanyar la competició general individual amb una puntuació de 59.950. A l'agost es va lesionar el turmell en la Visa Championships.

## Carrera professional

### 2011
Al març va participar en la seva primera competició com gimnasta professional en la American Cup celebrada a Jacksonville, Florida, on va guanyar el circuit individual amb una puntuació de 59.899.
Aquest mateix mes va participar en el trofeu City of Jesolo en Itàlia on va aconseguir la medalla de plata en el circuit individual quedant per darrere de la seva companya d'equip McKayla Maroney. A més, va aconseguir la medalla d'or per equips amb l'equip nord-americà.
Al juliol va competir en el Covergirl Classic a Chicago. Va aconseguir el primer lloc en la prova de barres asimètriques amb una puntuació de 15.200 i va compartir el primer lloc en la classificació de biga d'equilibri amb la seva companya Alicia Sacramone. Ambdues van aconseguir una puntuació de 15.200.
A l'agost va participar en el Visa Championship en Saint Paul, Minnesota. Allí va guanyar la prova general individual de dos dies amb una puntuació final de 121.300 punts. També va aconseguir el millor lloc en barres asimètriques amb una puntuació de 29.750, el tercer millor lloc en biga d'equilibri amb una puntuació de 29.900, i la primera posició en l'exercici de sòl amb una puntuació de 29.900.
A l'octubre va competir al mundial de gimnàstica artística celebrat a Tòquio (Japó). Va contribuir en la victòria de l'equip estatunidenca de la prova general per equips. A més, va aconseguir la medalla d'or en el circuit complet individual amb una puntuació de 59.382. També es va classificar quarta en la prova de barres asimètriques (14.500), tercera en la prova de biga d'equilibri (15.133) i sisena en la prova de sòl (14.700)

### 2012
Al març va participar en la American Cup celebrada a Nova York on va ser campiona del circuit general individual amb una puntuació de 61.320. Aquest mateix mes, Wieber va competir al Pacific Gymanstics Championships a Everett, Washington. Allí va participar en la victòria de l'equip nord-americà i també va guanyar la prova general individual amb una puntuació de 61.050. A més va quedar primera en l'exercici de sòl (15.125) i sisena en la biga d'equilibri (13.700).
Al maig va competir en el Secret U.S. Classic en Chicago. Es va classificar octava en la prova de barres asimètriques (14.250) i primera en la prova de biga d'equilibri (15.000).
Al juny va participar en la Visa Championship a St. Louis, Missouri. Va guanyar la competició general individual amb una puntuació combinada de dos dies de 121.900 punts. En les finals per aparells, va quedar cinquena en la prova de barres asimètriques (30.100), quinta en la prova de biga d'equilibri (29.750) i segona en l'exercici de sòl (30.500).
Al juliol va participar en els Olympic Trials (proves de selecció de l'equip olímpic) celebrats a San José, Califòrnia. Es va classificar en la segona posició en el circuit individual per darrere de la seva companya Gabrielle Douglas. En la final per aparells, va aconseguir la quarta posició en la prova de barres asimètriques, tercera en la biga d'equilibri i segona en l'exercici de sòl. Wieber va ser seleccionada per representar els Estats Units als Jocs Olímpics de Londres de 2012.

#### Jocs Olímpics de Londres

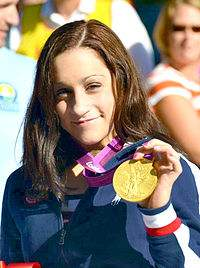
Wieber amb la medalla d'or dels Jocs de 2012

A finals de juliol Wieber va participar en els Jocs Olímpics de Londres 2012 representant a l'equip de gimnàstica artística dels Estats Units. En la qualificació individual va quedar quarta amb una puntuació de 60.032 punts, classificant-se per darrere de les seves companyes d'equip Gabrielle Douglas i Aly Raisman. Àdhuc havent aconseguit una puntuació optima, no va poder participar en la final individual a causa de la normativa que restringeix la participació de dos atletes com a màxim en la final.
Wieber va participar en la final per equips on va guanyar la medalla d'or al costat de les seves companyes d'equip Aly Raisman, Gabrielle Douglas, McKayla Maroney i Kyla Ross. L'equip va ser sobrenomenat com Fierce Five (cinc feroços).També va participar en la final de l'exercici de sòl on es va classificar setena amb una puntuació de 14.500.
Després de les Olimpíades Wieber va participar al costat d'un altre integrants dels equips de gimnàstica artística i rítmica dels Estats Units en un tour per tot el país.

## Retirada
El 2013 Wieber va signar un contracte de patrocini amb Adidas Gymnastics. A la tardor es va matricular en la Universitat de Califòrnia a Los Angeles per estudiar psicologia. A més, és la coordinadora de l'equip de gimnàstica artística femení de la Universitat.
Al març de 2015 Wieber va anunciar la seva retirada de la gimnàstica d'elit. Wieber va ser la primera de l'equip olímpic campió Fierce Five a retirar-se de l'elit.
A l'estiu de 2016 s'anuncia que formarà part del Kellogg's Tour Of Gymnastics Champions al costat de l'equip olímpic de gimnàstica artística de 2016.